# CrystalDiskInfo
CrystalDiskInfo ist eine freie Software, die Diagnoseinformationen von Festplatten und Solid-State-Disks graphisch aufbereitet in einer Tabelle anzeigt. Je nach Zustand des Speichermediums zeigt das Programm einen Gesamtzustand an, der „Gut“, „Vorsicht“ oder „Schlecht“ lauten kann. Bei den Diagnoseinformationen handelt es sich um die sogenannten SMART-Attribute, ein gängiger Industriestandard. Außerdem zeigt das Programm einige weitere Informationen über das Speichermedium an, wie Temperatur, Firmware-Version sowie welche Funktionen und Standards das Laufwerk unterstützt. Das Programm wird kostenlos zum Download angeboten. Der Quelltext ist öffentlich einsehbar, er steht unter MIT-Lizenz.
CHIP Online veröffentlichte einen ausführlichen Bericht über das Tool und findet es „einfach zu bedienen“. Außerdem listete CHIP das Tool in einem Artikel namens „Pflicht-Tools für Festplatten: 5 Programme, die jeder kennen sollte“. Kritisch wird jedoch gesehen, dass CrystalDiskInfo Adware im Installationsprogramm mitliefert und es wird daher zur portablen Version des Programms geraten.
Die Computerwoche resümiert, es sei „eines der nützlicheren Tools, die für Windows unterwegs sind“, lobt die einfache Bedienung und den geringen Ressourcenverbrauch.